# ジミー・ジョンソン (セッション・ギタリスト)
ジミー・ジョンソン（英語: Jimmy Johnson、1943年2月4日 - 2019年9月5日）は、アメリカ合衆国アラバマ州生まれのセッション・ギタリスト、エンジニアである。

## 来歴
リック・ホールのフェイム・スタジオにおいて、全員白人のミュージシャンとしてロジャー・ホーキンス、デヴィッド・フッド、スプーナー・オールダムらとともに、多くのソウル・ミュージックの楽曲のバッキングをつとめた。パーシー・スレッジの「男が女を愛する時」ではエンジニアを担当した。ジミー・ジョンソンは、2019年に死去している。